# Jason Lee (Schauspieler)

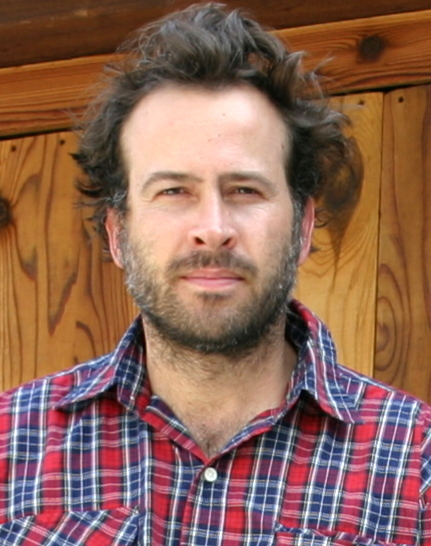
Jason Lee (2011)

Jason Michael Lee (* 25. April 1970 in Huntington Beach, Kalifornien) ist ein US-amerikanischer Schauspieler und Filmproduzent. Er ist unter anderem aus diversen Filmen aus der Feder von Kevin Smith bekannt. Bevor er Schauspieler wurde, verdiente er sein Geld als Profiskateboarder.

## Werdegang
Jason Lee wuchs in Kalifornien auf und begeisterte sich schon früh für das Skateboarden. Um Profi zu werden, verließ er mit 16 die High School und machte sich in der Szene einen Namen. Anfang der 1990er Jahre wirkte er in einigen Musikvideos mit und bekam so Zugang zum Filmbusiness. Seine erste (noch stumme) Rolle in einem Film hatte er 1993 in Mi vida loca. Zwei Jahre später folgte seine erste Sprechrolle in dem Film Mallrats von Kevin Smith. Die Dreharbeiten waren der Beginn einer langen Freundschaft mit Kevin Smith, aus der noch viele Projekte hervorgingen.
Nach zwei weiteren Filmen aus dem Hause View Askew (Kevin Smiths Produktionsgesellschaft) war Jason Lee 1997 in Kevin Smiths dritter Regiearbeit Chasing Amy zu sehen. Darin spielte er Ben Afflecks Freund und wurde für seine Darstellung mit einem Independent Spirit Award ausgezeichnet. In dem Film Kissing a Fool (1998) sollte er für seinen Filmfreund, gespielt von David Schwimmer, einen Treuetest durchführen und dessen Ehefrau verführen. Seine erste große Hollywood-Produktion war Der Staatsfeind Nr. 1 aus dem Jahr 1998, in der er etwas beobachtet, was er nicht hätte sehen sollen.
Anschließend arbeitete er wieder mit Kevin Smith zusammen und drehte mit ihm Dogma. Er spielt den Dämon Azrael und versucht, die beiden gefallenen Engel, gespielt von Ben Affleck und Matt Damon, bestmöglich zu unterstützen. In Mumford verkörpert er einen jungen exzentrischen Multimilliardär, der auf der Suche nach der richtigen Frau ist. Als Leadsänger der Gruppe Stillwater ist er in Cameron Crowes Regiearbeit Almost Famous unterwegs, und zusammen mit dem hinterhältigen Duo Sigourney Weaver und Jennifer Love Hewitt in Heartbreakers – Achtung: Scharfe Kurven!. Zu seinen nächsten Projekten gehörte der Kevin-Smith-Film Jay und Silent Bob schlagen zurück und Vanilla Sky von Cameron Crowe.
2005 nahm Jason Lee seine erste Hauptrolle in einer Fernsehserie an. Er spielt den Kleinganoven Earl J. Hickey in der Comedyserie My Name Is Earl bis zum Jahr 2009.
Lee ist seit Juli 2008 mit dem Model Ceren Alkac verheiratet, mit der er eine Tochter und einen Sohn hat. Seine erste Ehe mit Carmen Llywelyn wurde 2001 geschieden. Mit seiner ehemaligen Verlobten Beth Riesgraf hat der Schauspieler ebenfalls einen Sohn, welcher 2003 geboren wurde. Jason Lee war jahrelanges Mitglied der Church of Scientology; im September 2016 gab er in einem Interview an, kein Scientology-Mitglied mehr zu sein.

## Filmografie (Auswahl)

### Schauspieler
- 1993: Mi vida loca
- 1995: Mallrats
- 1996: Drawing Flies
- 1997: Chasing Amy
- 1997: Weapons of Mass Distraction
- 1997: A Better Place (als Dennis Pepper und Linus Peacock)
- 1998: Zwei Männer, eine Frau und eine Hochzeit (Kissing a Fool)
- 1998: American Cuisine
- 1998: Der Staatsfeind Nr. 1 (Enemy of the State)
- 1999: Dogma
- 2000: Almost Famous – Fast berühmt (Almost Famous)
- 2001: Heartbreakers – Achtung: Scharfe Kurven! (Heartbreakers)
- 2001: Jay und Silent Bob schlagen zurück (Jay and Silent Bob Strike Back)
- 2001: Vanilla Sky
- 2002: Jede Menge Ärger (Big Trouble)
- 2002: Schwere Jungs (Stealing Harvard)
- 2003: Gelegenheit macht Liebe (A Guy Thing)
- 2003: Dreamcatcher
- 2003: I Love Your Work
- 2004: Jersey Girl
- 2004: Sonic Youth Video Dose
- 2004: Die Unglaublichen – The Incredibles (The Incredibles, Stimme)
- 2005: The Ballad of Jack and Rose
- 2005: Drop Dead Sexy
- 2005: Jack-Jack Superbaby (Jack-Jack Attack, Kurzfilm)
- 2005–2009: My Name Is Earl (Fernsehserie, 96 Folgen)
- 2006: Monster House (Stimme)
- 2006: Clerks 2 (Clerks II)
- 2007: Alvin und die Chipmunks – Der Kinofilm (Alvin and the Chipmunks)
- 2007: Underdog – Unbesiegt weil er fliegt (Underdog)
- 2009: Alvin und die Chipmunks 2 (Alvin and the Chipmunks: The Squeakquel)
- 2010: Cop Out – Geladen und entsichert (Cop Out)
- 2010–2011: Memphis Beat (Fernsehserie, 20 Folgen)
- 2010–2012: Raising Hope (Fernsehserie, zwei Folgen)
- 2011: Alvin und die Chipmunks 3: Chipbruch (Alvin and the Chipmunks: Chipwrecked)
- 2011–2012: Up All Night (Fernsehserie, 7 Folgen)
- 2012: Columbus Circle
- 2014: Behaving Badly – Brav sein war gestern (Pater)
- 2015: Alvin und die Chipmunks – Road Chip (Alvin and the Chipmunks: The Road Chip)
- 2015–2019: We Bare Bears – Bären wie wir (Animationsserie, 22 Folgen)
- 2019: Jay and Silent Bob Reboot
- 2021: The Harper House (Animationsserie, 10 Folgen)
- 2024: The 4:30 Movie
- 2025: The Residence  (Fernsehserie, 8 Folgen)

### Produzent
- 2005: My Name Is Earl

## Auszeichnungen
- 1997: Independent Spirit Award für Chasing Amy